# Язовка (приток Алатыря)
Язовка (эрз. Яз)— река в России, протекает в Нижегородской области и Республике Мордовия. Устье реки находится в 146 км по левому берегу реки Алатырь. Длина реки составляет 32 км, площадь бассейна — 262 км².
Пересыхающие истоки реки находятся в северо-западной части Национального парка «Смольный», в лесном массиве близ границы Нижегородской области и Мордовии у поселка Летяев в 13 км к югу от Большого Болдина. Верхнее течение реки проходит в Большеболдинском районе Нижегородской области, затем река формирует границу сначала Большеболдинского, а затем Починковского районов с Ичалковским районом Мордовии. Нижнее течение лежит в Ичалковском районе. Большая часть течения реки проходит по лесному массиву.
В верховьях река течёт на запад, протекает село Яз, ниже которого поворачивает на юг. Кроме Яза на реке стоят небольшие посёлки Вилы и Никаевка (все — Новослободский сельсовет Большеболдинского района). В нижнем течении на левом берегу реки село Малые Ичалки (Ичалковский район Мордовии). Ниже него река впадает в Алатырь. На последних километрах течение Язовки зарегулировано и превращено в мелиорационный канал шириной около 10 метров. Крупнейший приток Язовки — Мадаевка.
Водоток находится в лесном массиве, берега его затенены. В низовьях к берегам примыкают пойменные луга, но здесь, у русла узкой полосой растут ивняки и ольха чёрная. Ширина реки составляет 1—2 м, глубина — 0,3—1,5 м. Течение хорошо выражено на перекатах. Грунты песчаные, иногда отмечается галька или щебень. Берега высотой до 2 м обрывистые или задернованные. У уреза воды образуется прерывистое сообщество с участием двукисточника тростниковидного, манника речного, камыша лесного и некоторых других видов. В воде отмечаются единичные куртины элодеи канадской, болотника короткоплодного. На отмелях отмечены ситник сплюснутый, лисохвост равный, частуха подорожниковая, незабудка болотная, печёночник маршанция изменчивая. В целом, водная и прибрежно-водная растительность плохо развиты.

## Притоки (км от устья)
- 8 км: река без названия, у с. Малые Ичалки (лв)
- 13 км: река Мадаевка (пр)
- 19 км: река Кушава (пр)

## Данные водного реестра
По данным государственного водного реестра России относится к Верхневолжскому бассейновому округу, водохозяйственный участок реки — Алатырь от истока и до устья, речной подбассейн реки — Сура. Речной бассейн реки — (Верхняя) Волга до Куйбышевского водохранилища (без бассейна Оки).
Код объекта в государственном водном реестре — 08010500212110000038185.